# Jasuši Inoue
Jasuši Inoue (hepburn: Yasushi Inoue, japonsko: 井上靖), japonski pisatelj, * 6. maj 1907, Asahikava, Hokaido, Japonska, † 29. januar 1991, Tokio, Japonska. 
Pisal je zgodovinska in avtobiografska leposlovna dela, predvsem romanr, kratke zgodbe, poezijo in eseje. Med njegova najbolj znana dela spadajo Tōgyū (Bikova borba, 1949) in Tenpyō no iraka (Strešnik Tempyō, 1957).